# Gallon Drunk
Gallon Drunk — англійський альтернативний рок-гурт, створений у Лондоні в 1988 році.
Їх звучання містить різноманітні впливи, від нойзу до блюзу та джазу.

## Історія
Гурт Gallon Drunk був створений у 1988 році.
Початковий склад:
- Джеймс Джонстон (James Johnston) — вокал, гітара, клавішні,
- Майк Деланіан (Mike Delanian) — бас.

У 1990 році Деланіан залучив до гурту барабанщика Ніка Комба (Nick Combe). До того, як приєднатися до Gallon Drunk, Комб грав і записувався з гуртом The Scientists, а також зробив відео для мініальбому гурту Scientists, Human Jukebox.
Після дебютного синглу «Snakepit» гурт Gallon Drunk підписав контракт з лейблом Clawfist.
Наприкінці 1990 року гурт випустив сингл «Ruby» (кавер на пісню нью-йоркського гурту The Silver Apples) з Ніком Комбом на барабанах і Джо Байфілдом (Joe Byfield) на маракасах.
В 1991 році гурт випустив три сингли. Один з них «Some Fool's Mess», сайт New Musical Express визнав «Синглом тижня».
В цей час Комба замінив Макс Дешарне (Max Décharné).
Дебютний альбом гурту «You, the Night…and the Music» вийшов у 1992 році, в США альбом вийшов на лейблі Rykodisc.
В 1993 році гурт Gallon Drunk випустив свій другий альбом, From the Heart of Town. Альбом був номінований на премію Mercury Prize. Завдяки цьому альбому гурт набув популярності. У результаті, гурт підписав контракт із лейблом Sire Records. На запрошення співака Морріссі (Morrissey), гурт виступав у США на таких музичних майданчиках, як Hollywood Bowl (Лос-Анджелес) і Madison Square Garden (Нью-Йорк). Під час виступів на підтримку альбому From the Heart of Town, які відбувались у Великій Британії, до гурту приєднався саксофоніст/клавішник Террі Едвардс (Terry Edwards), який раніше грав як сесійний гравець при записі альбому.
У 1993 році гурт гастролював в Європі та в США, як хедлайнером, та і на підтримку гурту PJ Harvey. В цей час гурт покинув барабанщик Макс Дешарне (який пізніше став фронтменом гурту The Flaming Stars), його замінив Ян Вайт (Ian White), який залишається учасником гурту до теперішнього часу.
У 1995 році гурт випустив мініальбом The Traitor's Gate, а в 1996 році випустив альбом In The Long Still Night, на незалежному берлінському лейблі City Slang.
Сингл «To Love Somebody», випущений у березні 1997 року, був останнім релізом гурту перед розпадом на майже три роки.
Гурт Gallon Drunk повернувся у 2000 році з мініальбомом Blood Is Red, де Джеремі Коттінгем (Jeremy Cottingham) замінив Майка Деланіана (Mike Delanian) на басу.
У березні гурт випустив саундтрек до фільму режисера Ніколаса Тріандафіллідіса (Nicholas Triandafyllidis), «Чорне молоко» (1999 рік).
У 2002 році гурт випустив альбом Fire Music.
У 2003 році гурт Gallon Drunk зробив чергову перерву на декілька років.
В цей час Джонстон гастролював і записувався як постійний учасник гурту Nick Cave and the Bad Seeds.
Gallon Drunk повернувся у 2007 році з альбомом The Rotten Mile.
Бас-гітаристом гурту став Саймон Рінг (Simon Wring), інші учасники гурту: Джеймс Джонстон, Ян Вайт, Террі Едвардс.
У 2008 році вийшов концертний альбом «Live at Klub 007».
У 2011 році помер бас-гітарист гурту, Саймон Рінг.
У 2012 році гурт записав альбом The Road Gets Darker From Here, у провідній аналоговій студії Гамбурга, Clouds Hill Recordings. Для турів на підтримку альбому, до гурту приєднався бас-гітарист Лео Куруніс (Leo Kurunis), а потім цей склад гурту повернувся до студії Clouds Hill Recordings, щоб записати альбом The Soul of the Hour, цей альбом був випущений у березні 2014 року.
Один з засновників гурту, Нік Комб, помер у 2015 році.

### Побічні проєкти
У 1993 році Джонстон і Едвардс співпрацювали з письменником Дереком Реймондом (Derek Raymond) над альбомом «Дора Суарес», та над пов'язаним із ним мультимедійним перформансом, заснованому на романі Реймонда «Я була Дорою Суарес», який відбувся у Національному кінотеатрі (BFI Southbank) у Лондоні, у 1994 році.
Засновник, фронтмен і єдиний постійний учасник гурту Gallon Drunk, Джеймс Джонстон, також грав у складі гурту Nick Cave and the Bad Seeds, до якого він приєднався для участі на музичному фестивалі Lollapalooza в 1994 році, а потім став постійним учасником у 2003—2008 роках.
У 2006—2012 роках Джеймс Джонстон також був учасником легендарного краут-рок гурту Faust з Гамбурга.
Джонстон і Вайт також є учасниками гурту Лідії Ланч, Big Sexy Noise. Джонстон, Уайт і Едвардс раніше працювали з Ланч на живих концертах.
На початку 2015 року Джонстон і Едвардс брали участь у записі альбому PJ Harvey, The Hope Six Demolition Project, який вийшов у 2016 році. Джонстон і Едвардс приєдналися до гурту з 10 учасників, який гастролював на підтримку альбому протягом 2017 року.
Сольний альбом Джеймса Джонстона, The Starless Room, був випущений на студії Clouds Hill Recordings, у листопаді 2016 року. У записі альбому брав участь барабанщик Ян Вайт.

## Музичний стиль
Роберт Хенкс з The Independent, описав звучання гурту, як «темне, блюзове, нойзове».

## Учасники гурту

### Поточні
- Джеймс Джонстон — вокал, гітара, клавішні
- Террі Едвардс — саксофон, клавішні, гітара
- Ян Уайт — ударні
- Лео Куруніс — бас-гітара

### Минулі
- Макс Дешарне — барабани
- Джо Байфілд — маракаси
- Майк Деланян — бас-гітара
- Джеремі Коттінгем — бас-гітара[11]
- Саймон Вінг — бас-гітара
- Нік Комб — ударні
- Гері Бонніфейс — маракаси[3]
- Рей Дікіті — саксофон

## Дискографія

### Студійні альбоми
- You, the Night … and the Music (1992), Clawfist/Rykodisc
- From the Heart of Town (1993), Clawfist/Sire (UK No. 67)[16]
- In the Long Still Night (1996), City Slang
- Black Milk (1999), FM
- Fire Music (2002), Sweet Nothing
- The Rotten Mile (2007), Fred Ltd.
- The Road Gets Darker from Here (2012), Clouds Hill
- The Soul Of The Hour (2014), Clouds Hill

### Компіляції тощо
- Tonite… the Singles Bar (1991), Clawfist/Rykodisc
- Clawfist — The Peel Sessions (1992), Strange Fruit/Dutch East India (split with Breed)
- Dora Suarez (1993), Clawfist
- Bear Me Away: An Anthology of Rare Recordings 1992-2002 (2003), Sweet Nothing
- Live At Klub 007 (2008), Sartorial — live album recorded on 12 March 2008 in Prague at klub 007 by the crew of the Prague independent radio station Radio 1

### Сингли/Мініальбоми
- «Snakepit» (1988), Gallon Drunk
- «Ruby» (1990), Clawfist
- «Draggin' Along» (1991), Clawfist
- «The Last Gasp» (1991), Clawfist
- «Some Fool's Mess» (1991), Clawfist
- «Bedlam» (1992), Clawfist
- Live at the Madison Square Gardens, 18 September 1992 (1992), Clawfist (Limited Promo)
- «You Should Be Ashamed» (1993), Clawfist
- Savage Soundtracks for Swinging Lovers EP (1993), Blue Eyed Dog (with Barry Adamson)
- Traitor's Gate EP (1995), Gallon Drunk
- «Two Clear Eyes» (1996), City Slang
- «To Love Somebody» (1997), City Slang
- «Hurricane» (1998), Itchy Teeth (12"/CDS released under the name J.J. Stone, featuring Johnson, White, and Edwards)
- «Blood Is Red» (2000), FM
- «Things Will Change» (2001), Sweet Nothing
- «Grand Union Canal» (2007), Fred Label
- «Bad Servant» (2008), Fred Label
- «You Made Me» (2012), Clouds Hill
- «A Thousand Years» (2012), Clouds Hill
- Live at Clouds Hill EP (2013), Clouds Hill
- «The Dumb Room» (2014), Clouds Hill

### Відео
- One For The Ladies (live) (1992), Cherry Red